# Баузендорф
Баузендорф (нім. Bausendorf) — громада в Німеччині, розташована в землі Рейнланд-Пфальц. Входить до складу району Бернкастель-Віттліх. Складова частина об'єднання громад Трабен-Трарбах.
Площа — 11,86 км2. Населення становить 1343 ос. (станом на 31 грудня 2020).

## Галерея

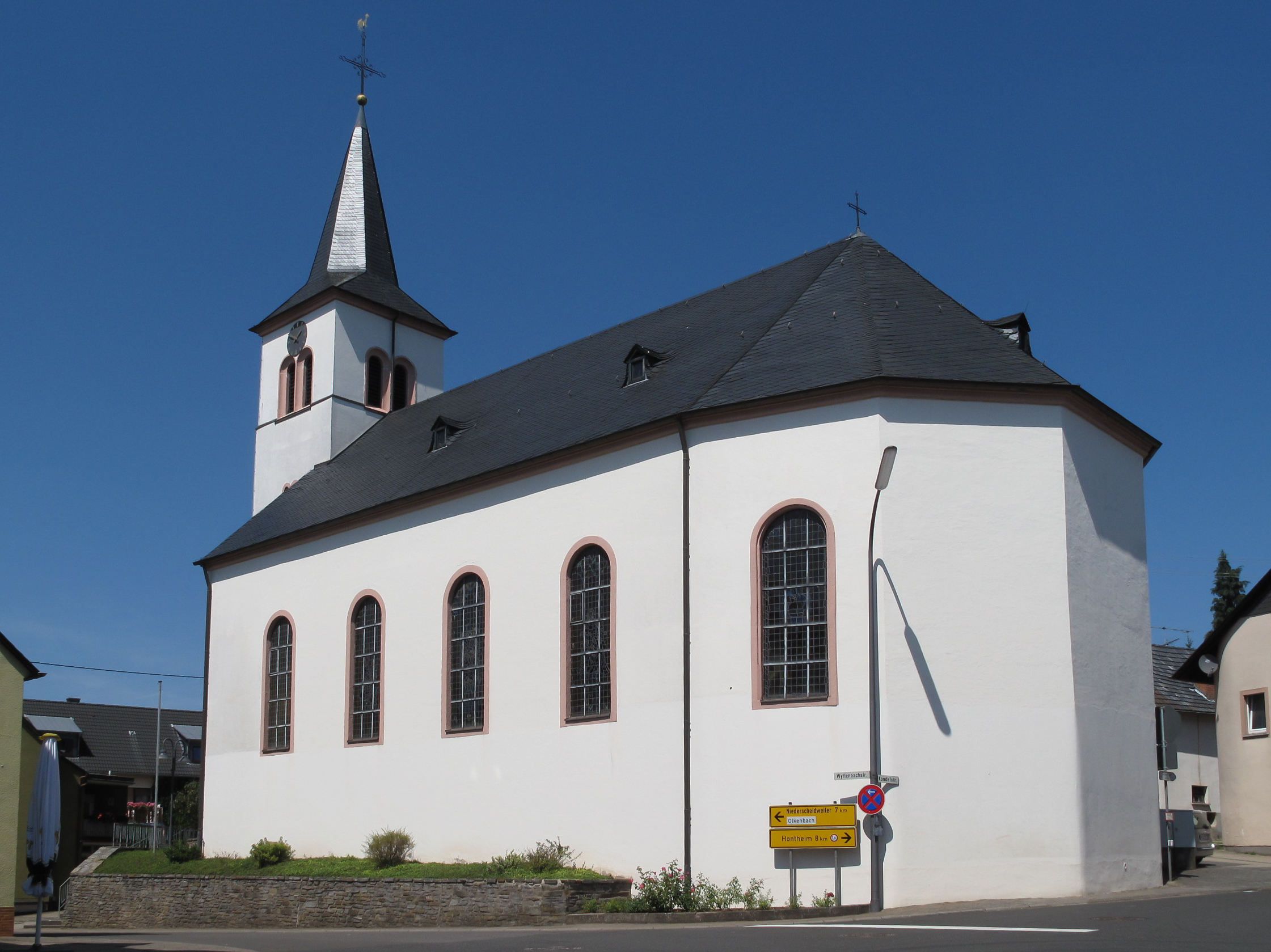